# 善待动物组织

善待動物組織舊標誌

善待动物组织（英語：People for the Ethical Treatment of Animals，縮寫）是一個动物权利组织，位于美国弗吉尼亚州诺福克市，Ingrid Newkirk为其全球领导者。PETA称其为世界最大的动物权利团体，拥有超过900万名会员和支持者。它的口号是“动物不是供我们食用、穿戴、实验、娱乐或以任何方式虐待的。”

## 原则
PETA奉行的原则是“动物不是供我们实验、食用、穿戴、娱乐或以其他任何方式虐待的。”PETA的工作主要针对实验室、工厂化养殖场、服装业、以及娱乐业这四大领域。PETA还宣导伴侣动物绝育，普及如何善待所谓的“害虫”和解决虐待家养动物的问题。PETA通过公众教育、调查和收集新闻和报道、研究、救援动物、立法、特别活动、名人参与和抗议活动来开展工作。

## 行动

### 拯救银泉猴
善待动物组织第一次进入公共视野源于1981年的银泉猴事件，是关于研究员Edward Taub在马里兰州行为研究所对17只猕猴进行实验引起的争议。此次事件导致了美国唯一一次针对动物实验室进行的警方突袭，触发了1985年的国家动物福利法的修正案，成为了第一个上诉到美国最高法院的动物实验案例。
为了调查动物实验室的工作，PETA工作人员Pacheco于1981年5月在动物行为研究所任职初步研究的工作。他目击到研究员Taub把猴子用于感知手指、手、胳膊、和腿的感知性神经节切掉，使他们不再能感知这些器官，这一过程也叫做传入神经阻滞。甚至有一些猴子的整个脊椎都被切断神经感知。他还用束缚、电击、克扣食物和水的方式强迫猴子使用那些已经无法感知神经的身体部位。
Pacheno晚上去实验室，拍到了被动物研究实验室国际抗风湿联盟杂志称作的“肮脏的环境”。他把照片交给警察，于是警察突袭了实验室并逮捕了Taub。Taub以六项虐待动物的罪名被起诉，尽管这项罪名最终被推翻，但仍是美国第一起对于动物研究员的定罪。Norm Phelps写了Henry Spira 于1976年反对用猫实验的案例并在位于纽约的美国历史博物馆进行展出，写了1980年Spira反对家兔眼刺激实验的运动。这些运动和银泉猴事件共同把美国的动物权利提上日程。

## 争议
PETA的主张有时激进，包括倡议以全素食取代肉食，以人体实验取代动物实验等，引起一定争议。同时，该组织的宣传广告有时包含性别歧视、肥胖歧视等观点，并利用令观众反感的语言进行宣传，也引发群众不满。
在善待动物组织的总部，该集团每年人道毀滅近2000猫和狗。PETA声称，一半动物（但非全部）都没有被收养。
2019年1月26日，PETA在悉尼市中心为了宣传其素食理念，展出了一个看起来极为真实的正被烧烤狗的模型，并有人扮成厨师在旁边假装烧烤狗。每日邮报、镜报的报道称，因其展出的正被烧烤狗的模型过于真实而吓着路过的小孩。西澳大利亚人报则表示，社交媒体上有许多人则不赞同其宣传的理念。
网络社会评论员，喜剧演员以撒·巴特菲尔德更指出“此组织威胁社会选择自己食物的自由，会用极端手段来制裁普通人（此指吃肉的人）。”
2019年6月起，善待动物组织的账户和影片等均在微信，微博和bilibili等多家大陆平台被封禁，原因未知。且PETA亚洲版网站域名petaasia.cn在中国大陆已无法访问。
2023年，該組織使用ChatGPT篡改聖經內容，例如將創世記3章21節亞當、夏娃的衣服從皮衣改為植物纖維、亞伯拉罕獻上以撒的故事改為與山羊交友等，引發雷爾·博克等聖經學者批評。

## 延伸閱讀
- McCartney, Stella. "Fur farm investigation"（页面存档备份，存于）, PETAtv.com, accessed July 2, 2010.
- Morrison, A.R. Personal Reflections on the “Animal-Rights” Phenomenon, The Physiologist, Volume 44, Number 1, February 2001.
- Pence, Gregory. Classic Cases in Medical Ethics: Accounts of Cases That Have Shaped Medical Ethics[]. McGraw-Hill, 2007.
- PETA. Meet Your Meat（页面存档备份，存于）, a film about the egg and meat industries, narrated by Alec Baldwin, accessed July 2, 2010.
- The Huffington Post. http://www.huffingtonpost.com/2009/06/21/the-sexiest-peta-ads-of-a_n_217731.html（页面存档备份，存于） The Sexiest PETA Ads Of All Time!] a slideshow, accessed July 2, 2010.
- Workman, Dave P. Peta Files: The Dark Side of the Animal Rights Movement, Merril Press, 2003.